# (17734) Boole
(17734) Boole ist ein Asteroid des Hauptgürtels, der am 22. Januar 1998 vom italo-amerikanischen Astronomen Paul G. Comba am Prescott-Observatorium (IAU-Code 684) in Arizona entdeckt wurde.
Benannt wurde er am 9. Januar 2001 zu Ehren des englischen autodidaktischen Mathematikers, Logikers und Philosophen George Boole (1815–1864), der 1847 in seiner Schrift The Mathematical Analysis of Logic den ersten algebraischen Logikkalkül formulierte und damit zum Begründer der nach ihm benannten Booleschen Algebra wurde, welche die Grundlage bei der Entwicklung von digitaler Elektronik darstellt.